# Les Loups du désert
Pour plus de détails, voir Fiche technique et Distribution.
Pour les articles homonymes, voir Westward Ho.
Les Loups du désert (titre original : Westward Ho) est un film américain réalisé par Robert N. Bradbury, sorti en 1935.

## Synopsis
À la fin des années 1840, le chariot de la famille Wyatt a été attaqué lors d'une attaque contre leur convoi de bétail. Les parents ont été tués, le jeune John est tombé du chariot, mais le jeune Jim a été emmené par les voleurs. Des années plus tard, John a formé un groupe de vigilantes qui traquent les bandes de hors-la-loi. Un jour il va se trouver aux prises avec son frère, devenu un bandit...

## Fiche technique
- Titre original : Westward Ho
- Réalisation : Robert N. Bradbury
- Scénario : Robert Emmett Tansey, Lindsley Parsons
- Direction artistique : E. R. Hickson
- Photographie : Archie Stout
- Son : Dave Stoner
- Montage : Carl Pierson
- Musique : Heinz Roemheld, Clifford Vaughan
- Production : Paul Malvern
- Société de production : Republic Pictures
- Société de distribution : Republic Pictures
- Pays d'origine :  États-Unis
- Langue originale : anglais
- Format : noir et blanc — 35 mm — 1,37:1 — son Mono
- Genre : Western
- Durée : 61 minutes
- Dates de sortie :
  - États-Unis : 19 août 1935

## Distribution
- John Wayne : John Wyatt
- Sheila Bromley : Mary Gordon
- Frank McGlynn Jr. : Jim Wyatt
- Jim Farley : Lafe Gordon
- Jack Curtis : Ballard
- Bradley Metcalfe : John Wyatt, enfant
- Dickie Jones : Jim Wyatt, enfant
- Mary MacLaren : Mme Wyatt, la mère de John et Jim
- Yakima Canutt : Red
- Hank Bell	: M. Wyatt, le père de John et Jim
- Glenn Strange : Carter
- Lloyd Ingraham : un fonctionnaire

## Chansons du film
- Westward Ho, The Vigilantes : paroles et musique de Vernon Spencer et Glenn Strange
- The Girl I Loved Long Ago : paroles et musique de Robert N. Bradbury